# 日産・ミクシム
ミクシム (MIXIM) は、日産自動車により開発されたスポーツタイプ電気自動車のコンセプトカーである。2007年の第62回フランクフルトモーターショーで発表された。

## 概要
日産が特許を持つ2軸モーター、「スーパーモーター」が2つ装備され、それぞれが前後のアクスルを駆動することで四輪駆動とした。また、バッテリーには小型リチウムイオン電池が採用された。さらに、回生ブレーキも採用されており、走行中に充電を行うことができる。
室内では中央にハンドルが配置されており、運転席は車内中央部にあり、その両脇に2つの座席が配されている。また、前席の後ろには補助席が1つ用意されている。また、ドアにはガルウイングドアが採用された。

## 車名の由来
「Mixim」は、「融合」を意味する英語「Mix」から作られた造語で、「リアルとバーチャルの融合」を意味する。